# Apogonia papua
Apogonia papua är en skalbaggsart som beskrevs av Lansberge 1880. Apogonia papua ingår i släktet Apogonia och familjen Melolonthidae. Inga underarter finns listade i Catalogue of Life.